# Anextiomarus
Anextiomarus – celtyckie bóstwo, czczone w Brytanii i w Galii, o imieniu północnoangielskim, znaczącym Wielki Strzelec. Wedle Gąssowskiego nic nie wiadomo bliżej o jego cechach i czy atrybutach. Mógł też być przydomkiem Apollona, łączonym z polowaniem, polującym także na choroby i leczącym przez to.